# Cosmosoma braconoides
Cosmosoma braconoides là một loài bướm đêm thuộc phân họ Arctiinae, họ Erebidae.